# Estación de Les Corts
Les Corts es una estación de la línea 3 del Metro de Barcelona situada debajo de la calle Joan Güell, entre la Travessera de les Corts i el carrer Can Bruixa en el distrito de Les Corts de Barcelona.
La estación se inauguró en 1975 como parte de la Línea IIIB y con el nombre de Las Cortes. En 1982 con la reorganización de los números de líneas a la numeración arábiga y cambios de nombre de estaciones pasó a ser una estación de la línea 3 y cambió su nombre por la forma catalana Les Corts.
| << cabecera        | < estación     | línea | estación >       | cabecera >>   |
| ------------------ | -------------- | ----- | ---------------- | ------------- |
| Metro              |                |       |                  |               |
| Zona Universitaria | Maria Cristina |       | Plaça del Centre | Trinitat Nova |

- Datos: Q2180113
- Multimedia: Les Corts metrostation / Q2180113